# Fenni
Die Fenni oder eingedeutscht Fennen waren ein Volk in der Antike, das vom römischen Geschichtsschreiber Tacitus in seiner Germania erwähnt wird und etwa im heutigen Finnland und Nord-Skandinavien lebte.
Fennia dagegen ist ein moderner lateinischer Begriff für Finnland. Vermutlich waren die Fennen die Vorfahren der heutigen Finnen bzw. anderer finnougrischer Völker, wie der Samen. Im Norwegischen steht Finn als abwertender Name für die Samen.
Im Altisländischen bedeutet der Begriff Fenni etwa „harter Schnee“, während das Verb fennia so viel wie „mit Schnee bedecken“ bedeutet. Andere Quellen sprechen dafür, dass der Begriff Fenni bzw. Finnen aus dem Germanischen kommt und „rudern“ bedeutet.
Nach Tacitus lebten die Fennen in äußerster Enthaltsamkeit, ohne Waffen, Pferde und Zuhause. Während sie auf dem Erdboden schliefen, dienten ihnen lediglich Felle als Kleidung und Kräuter und Fleisch als Nahrung. Das Wild erlegten sie mit Pfeilen, die mit Knochenspitzen versehen waren. Den einzigen Schutz vor Regengüssen und wilden Tieren boten ihnen Geflechte aus Zweigen. Trotz dieser Strapazen empfanden sie ihr Leben so glücklicher, als mühsam Felder bestellen oder Häuser bauen zu müssen.
Von den Fenni zu unterscheiden sind die Finni, die nach Claudius Ptolemäus südlich der Gythonen (Goten) östlich der Weichsel lebten und nach Jordanes später von diesen unterworfen wurden.